# Étoutteville
Étoutteville è un comune francese di 682 abitanti situato nel dipartimento della Senna Marittima nella regione della Normandia.

## Società

### Evoluzione demografica
Abitanti censiti